# Ʝ
Ʝ, ʝ (J с перекрещивающим хвостиком) — буква расширенной латиницы. Является символом МФА, а также используется в языке ик в Уганде, где обозначает звук [ʄ]. Не стоит путать с рукописной формой латинской буквы J.

## Использование
В МФА ʝ используется для обозначения звонкого палатального спиранта.